# Comanda de Tortosa
La Comanda de Tortosa fou una de les comandes urbanes més importants i poderoses del Temple a la Corona d'Aragó. Des de Tortosa, amb Miravet, formant la supracomanda del "districte de Ribera", s'organitzà la repoblació i colonització de l'enorme patrimoni ebrenc del Temple.

## Història
Un cop conquerida Tortosa, el 1148, Ramon Berenguer IV va repartir la ciutat i el seu ampli terme - que anava de la Roca Folletera al mar i del Coll de Balaguer al riu Sènia - entre els senyors que l'havien ajudat: un terç, que comprenia el castell de la Suda, fou per als Montcada, un altre terç fou per als genovesos (vitals en la conquesta), mentre que el tercer se'l reservà la Corona. Al Temple li pertocà la cinquena part del total més un desè del terç de la Corona.

### Formació del patrimoni
L'any mateix de la conquesta, el Temple organitzà la comanda de Tortosa. Progressivament, i sobretot a causa de les compres i les donacions reials, augmentà el seu poder sobre la ciutat fins al punt d'esdevenir-ne pràcticament senyor principal el 1182. Només s'escapà a la seua jurisdicció la part assignada als Montcada.
La Tortosa que els templers van trobar era una ciutat musulmana important situada a la riba esquerra de l'Ebre, amb una medina presidida per una alcassaba –la Suda– situada al lloc més elevat i estratègic. Quatre portes, heretades de l'urbanisme de la Dertusa romana, donaven accés a la vila i unes drassanes importants eren testimoni del rang del seu port. Tortosa era un port fluvial i marítim alhora. A la medina hi havia la mesquita principal (convertida en catedral després de la conquesta) i dos ravals, un al nord i altre al sud.

### Política econòmica
A Tortosa, la política econòmica del Temple va prendre totes les direccions possibles que oferien el camp i la ciutat; les possessions templeres al terme i a la vora de la ciutat es concentraren en nuclis rics de la riba esquerra: Benifallet, Tivenys, Bítem, Pimpí, Arenys o Arenes (Sant Llàtzer), Prat i Font de Quinto, Burjassénia; i de la riba dreta: Xerta, Aldover, la Palomera [Jesús), Labar i Bercat, la Mitjana del Temple (Sant Vicent i Roquetes), Escorxabous, Giramascor, Mianes i Castellnou (Vinallop)...
L'agricultura, la ramaderia, les indústries pròpies de l'època i l'activitat mercantil foren especialment potenciades pels templers tortosins: regadius i secars (sobretot vinyes) a les terres planes i riberenques; boscos i pastures al Montcaro (on posseïen un gran patrimoni); molins hidràulics; comerç fluvial amb Lleida i Saragossa; comerç marítim amb els principals ports de la Mediterrània (Tortosa va ser el principal port dels templers a la Corona)...

### Política urbana

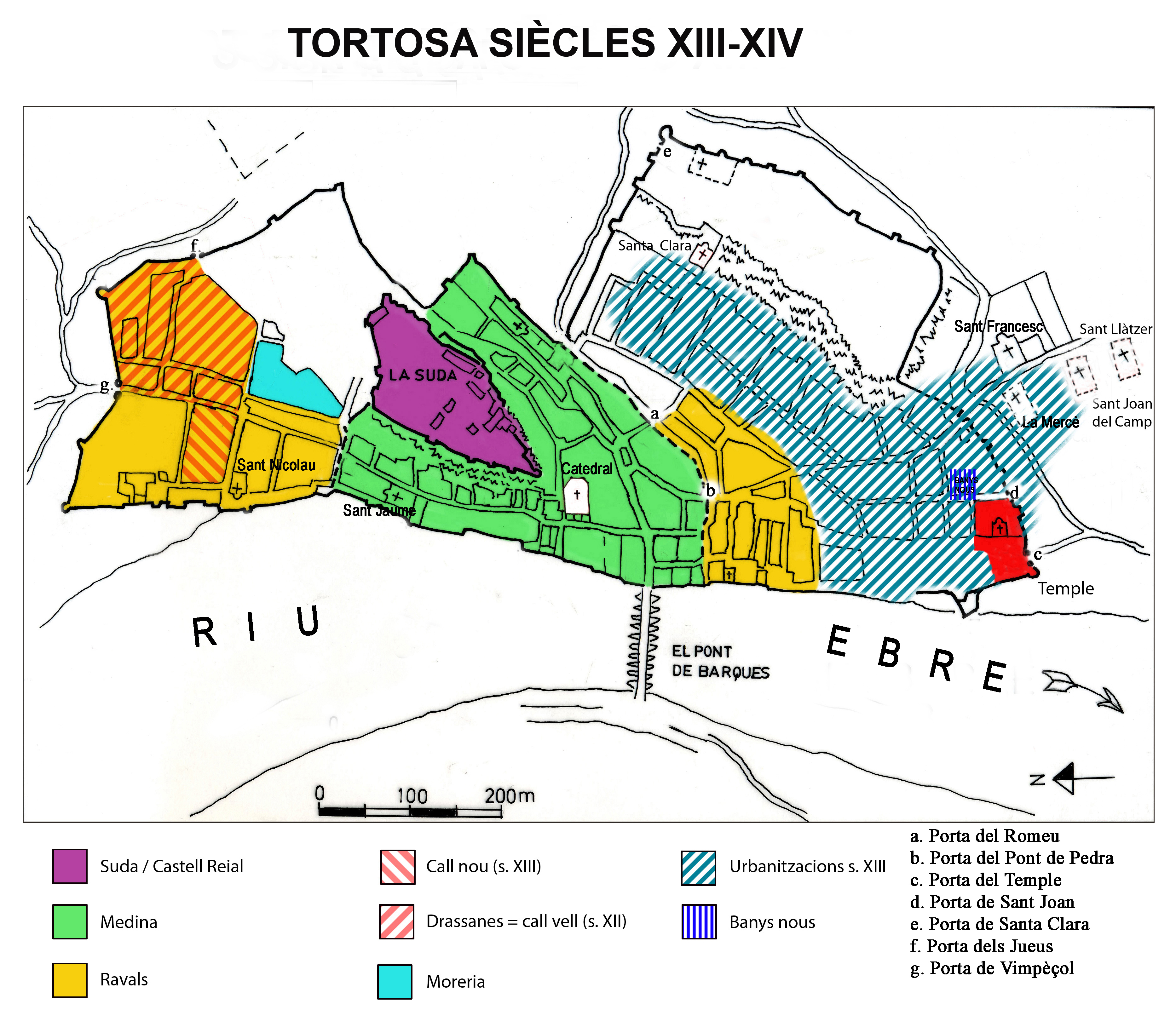
Plànol de la ciutat de Tortosa, segles XIII-XIV. (segons, Fuguet / Plaza, 2013)

El senyoriu que els templers exerciren sobre Tortosa els feu posseir cases i altres dominis en tota la ciutat: a la medina i als ravals trobaren immobles andalusins on ells hi establirien nous habitants cristians. En els cent-quaranta anys que fou senyorejada pels templers, la ciutat de Tortosa, que fins aleshores no havia ultrapassat les muralles romanes, va conèixer un important creixement, amb la creació de barris nous urbanitzats sota la seva iniciativa: al nord, la Vilanova amb el call nou i, al sud, els de Santa Clara i el Temple. El seu patrimoni immobiliari s'estengué per tota la ciutat. Per tot arreu construïren cases que establiren a cens o arrendaren: al barri dels Pescadors, al carrer dels Banys, al dels Garidells, a la costa dels Capellans, a la costa de la Suda, al portal de Vimpeçol, al pla de la Figuereta, a les Carnisseries dels Moros, a la Croera... Tan els espais nous com els antics foren remodelats pel Temple amb criteris racionals, obrin-t’hi places, construint-t’hi clavegueres.
A un i altre costat del riu, s'hi documenten torres de guaita i/o de defensa controlades pel Temple: a la riba dreta la de Bercat (actual torre del Prior), a la Mitjana del Temple, potser la desapareguda torre de Vilaroja de Roquetes. A l'esquerra del riu, al sud de la ciutat, en una zona molt rica que esdevingué sotscomanda de Prat (vid més avall), hi tenien la casa de Prat (popularment coneguda com "la Llotja") i la torre de Font de Quinto (o Campredó), i les torres de Burjassénia i la Candela.

## La permuta
Cap a finals del segle xiii, quan la monarquia estava recuperant el poder senyorial que temps enrere havia cedit, els templers tortosins van veure perillar les seves prerrogatives jurisdiccionals sobre la ciutat. Era un temps en què continuaven els enfrontaments de l'orde amb el bisbe i amb els Montcada, però sobretot amb els ciutadans, que no paraven de reclamar els seus drets. Davant d'aquesta situació, el Temple no dubtà en acceptar l'oferiment de Jaume II de bescanviar el domini senyorial que tenien sobre Tortosa per altres de menys conflictius. Mitjançant la permuta, que tingué lloc el 15 de setembre de 1294, Tortosa (amb el castell de la Suda, el mer i mixt imperi i la jurisdicció sobre la ciutat i els llocs del seu terme -Xerta, Aldover, Benifallet i Tivenys-) passà al rei; el Temple, a canvi, va rebre Peníscola -amb Vinaròs i Benicarló─, Ares, la tinença de les Coves ─amb la Salzadella, Albocàsser, la Vilanova, la Serratella, Tírig i la Torre─, Ollers i les cenes del castell de Xivert.
Tanmateix, en l'operació els templers es reservaren importants honors i beneficis de la ciutat i terme de Tortosa. Però si bé en la permuta el Temple cedí la senyoria, amb aquesta no hi eren compresos els béns immobles que estaven repartits per tota la ciutat. Ni tampoc les seues possessions s'estenien sobretot pels barris nous. Un capbreu de 1510 mostra que 110 cases i patis de la vila pagaven censa l'orde de l'Hospital, hereu dels béns del Temple.

## La seu “doble” de la comanda
Les donacions fetes al Temple distingien una doble seu. Les que eren destinades als enterraments es referien al cementiri de la Suda, car a la Suda l'orde tenia el centre senyorial; mentre que les donacions d'altre tipus es feien a la Casa del Temple, que era el centre destinat als afers econòmics i a la vida de la comunitat.

### La Suda

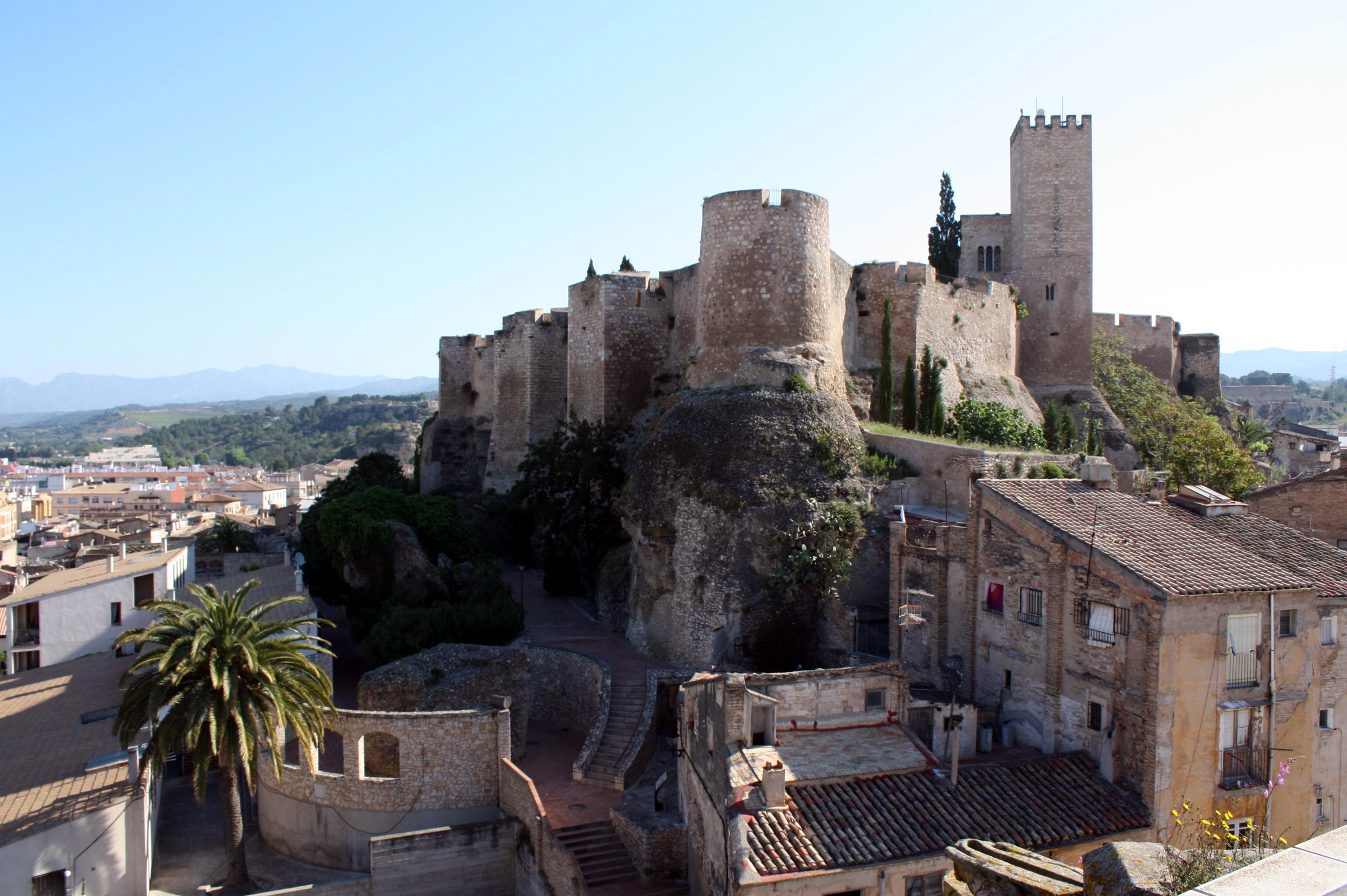
Tortosa, la Suda, 2009

Els templers posseïren, amb els Montcada, el castell de la Suda on residia el tribunal encarregat de jutjar les faltes greus. No es coneix amb precisió com fou l'ocupació de la Suda pels templers, tanmateix en aquest sentit cal subratllar que el bisbe de Tortosa l'any 1197, els concedí el dret de posseir-hi un cementiri. S'ha de relacionar amb el cementiri una capella, que fou construïda en el lloc on hi havia hagut l'antiga mesquita del castell musulmà. La capella desaparegué a finals del segle xix i, malgrat la proximitat cronològica d'aquest desgraciat fet, l'únic testimoni arqueològic que n'ha quedat és un crismó que fou reutilitzat com a clau d'arc de la porta lateral de l'actual parador de turisme.

### La casa o palau del Temple
Es trobava a la zona de l'alfòndec, lloc on els comerciants s'allotjaven i venien les seues mercaderies, i molt a prop del port i dels banys nous. A partir de la documentació hom la imagina com una típica fortalesa templera que aprofita l'aigua, d'un riu o del mar, com a defensa natural.
El palau del Temple de Tortosa estava situat vora el riu Ebre al costat del Portal del Temple de la muralla. El primer document que es coneix referent a la casa del Temple és de 1170, la situa extra murs vora l'hort dels llebrosos. Més tard, el segle xiv, un cop construïda la muralla de Pere el Cerimoniós, el Temple restaria incorporat a l'interior del recinte.
Aquesta seu tortosina del Temple restà pràcticament derruïda durant la guerra de Secessió de 1640; només quedà l'església que fou transformada en polvorí. Amb les guerres dels segles xviii i xix i l'expansió urbana de començaments del XX s'aconseguí la desaparició total del conjunt. Avui només se’n conserva el topònim al Parc del Temple de la ciutat.
Afortunadament, l'any 1563, el dibuixant holandès dels Àustria, Anton van den Wijngaerde, realitzà una esplèndida vista panoràmica de la ciutat de Tortosa on es distingeixen la porta del Temple que formava part de les muralles del XIV i, a l'esquerra, el palau que fou seu de la comanda (al peu s'hi llegeix “Templo de Sant Juan”). En el dibuix, el palau del Temple es veu emplaçat en un lloc estratègic, davant del riu, i al costat del camí de Barcelona; l'edifici té murs alts coronats de merlets i contraforts de flanqueig. Algunes plantes militars dels segles xvii i XIX, encara que molt esquemàtiques, mostren l'església que va quedar després de la destrucció del palau; és un temple de pla rectangular amb contraforts; estructura que confirmaren unes municipals l'any 1978. Sembla que la tipologia d'aquesta església era semblant a la capella conventual de la comanda templera de Barcelona, que encara es conserva: nau rectangular, capçalera plana i coberta per una armadura de fusta que suportaven arcs diafragmes transversals.

## La sotscomanda de Prat
Des de 1157, mitjançant operacions privades però, sobretot per la donació que els feu Alfons el Trobador, l'any 1182, la comanda de Tortosa havia adquirit un important territori al sud-est de la ciutat, un feu que en tractar-se dels prats i les pastures comunals, en el futur els comportaria problemes amb la ciutat Aquest territori el formaven tres grans finques: la turrim seu domum vocata lo Prat, el loch qui és dit Quinto i el castrum de Burjassénia. A mitjan segle xiii, per tal d'administrar millor aquella extensa propietat, els templers tortosins decidiren establir-hi una dependència: la sotscomanda de Prat.
En la permuta de 1294, el Temple es reservà els territoris de la casa de Prat, ja que pel fet de tractar-se sobretot de prats i deveses els eren molt valuosos per a la ramaderia. Tanmateix, aquesta decisió va contrariar molt la ciutat, que, no sense motius, considerava aquells territoris béns comunals. El cert és que immediatament després de la permuta va començar (o va continuar) l'enfrontament entre els templers i la ciutat.
Quan el 1317, l'Orde de l'Hospital heretà els béns del Temple d'allò que havia estat la sotscomanda de Prat, devia rebre els edificis i les finques conreades, ja que els prats i les deveses (o bona part d'ells) figuren documentats com a emprius comunals. En un capbreu hospitaler una de les afrontacions del "Mas del Juheu" (finca compresa en l'antiga sotscomanda de Prat) és: "cum via de Barcelona et cum pratis comunibus, ço és los prats comuns".
En els anys de domini hospitaler s'aprecien canvis en la toponímia del lloc: el nom de Prat que havia designat la sotscomanda ja no apareix; en canvi surt citat, per primera vegada, el nom de Campredó. Les partides de "Prat" i "Quinto" dels pergamins templers són aproximadament Campredó i Font de Quinto en els capbreus hospitalers.

### La torre de Prat

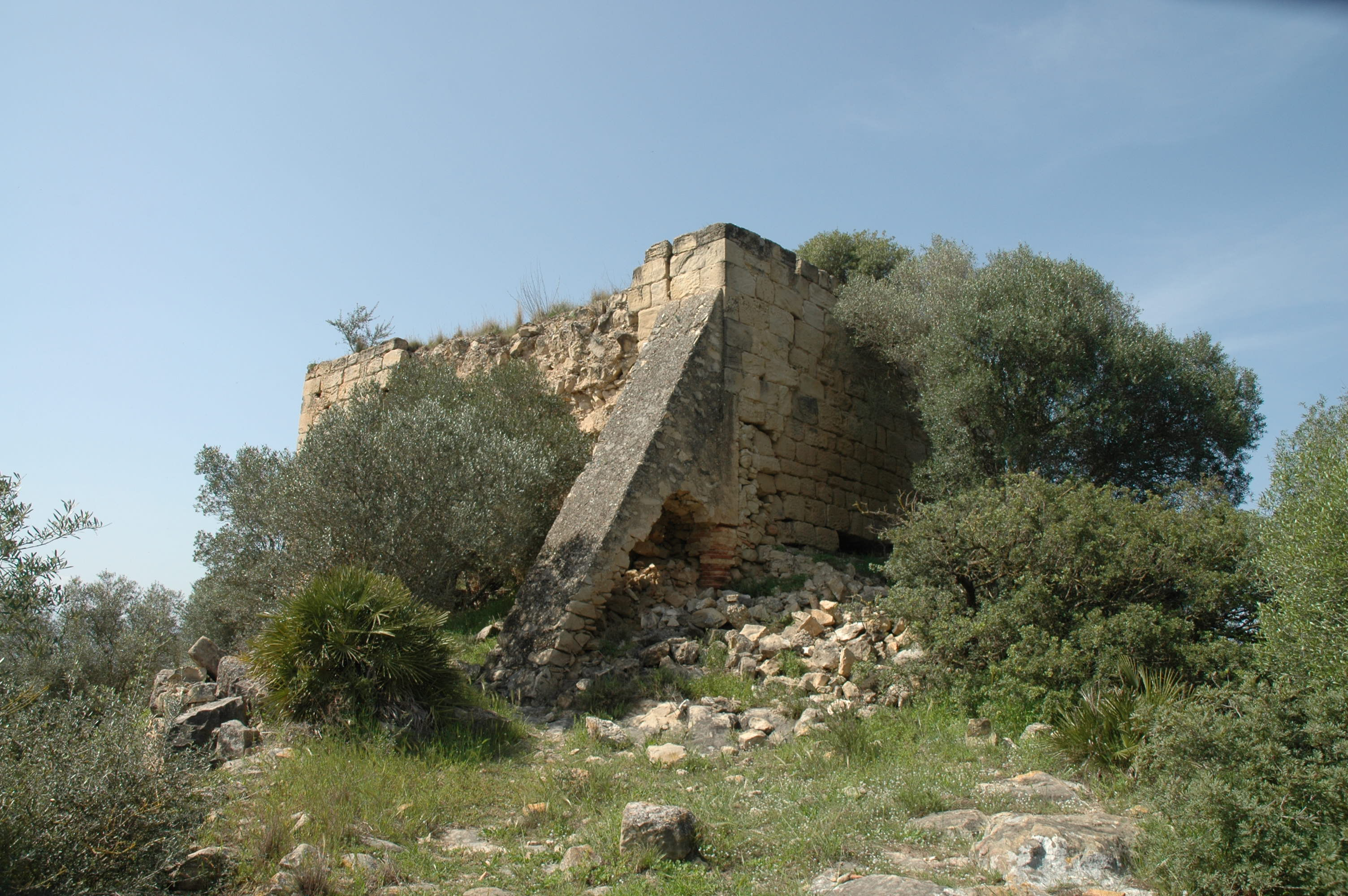
Campredó (Baix Ebre). La casa de Prat, any 2007, abans d'ésser restaurada.

A la partida de Font de Quinto del terme de Campredó hi ha les restes d'un edifici medieval conegut com la Torre de Prat o “Torre de la Llotja”, insòlit nom popular de tradició discutible.

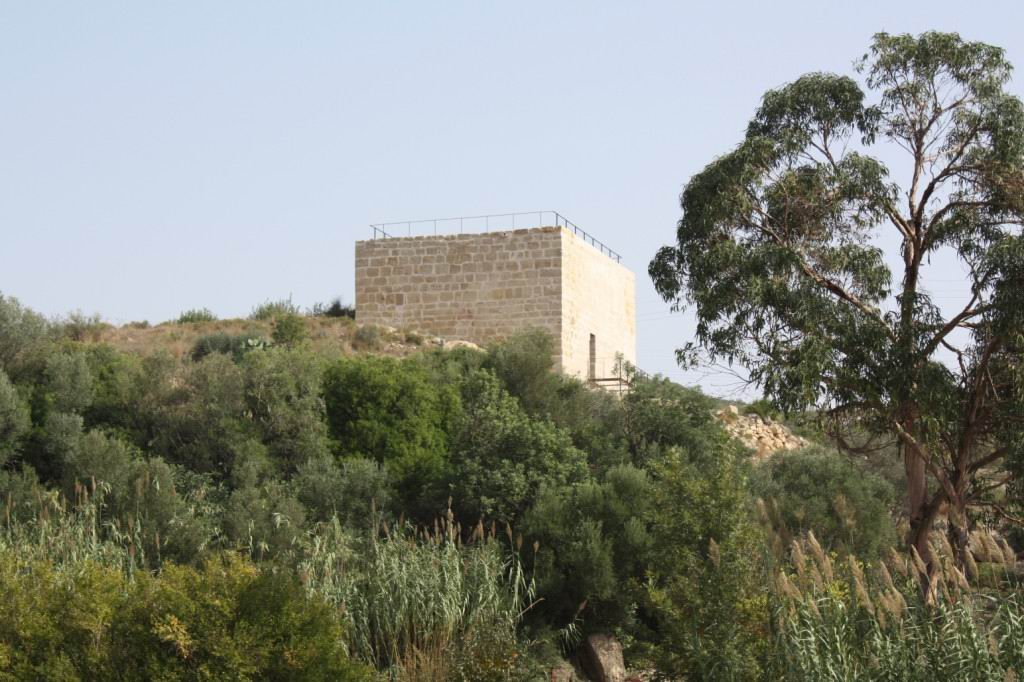

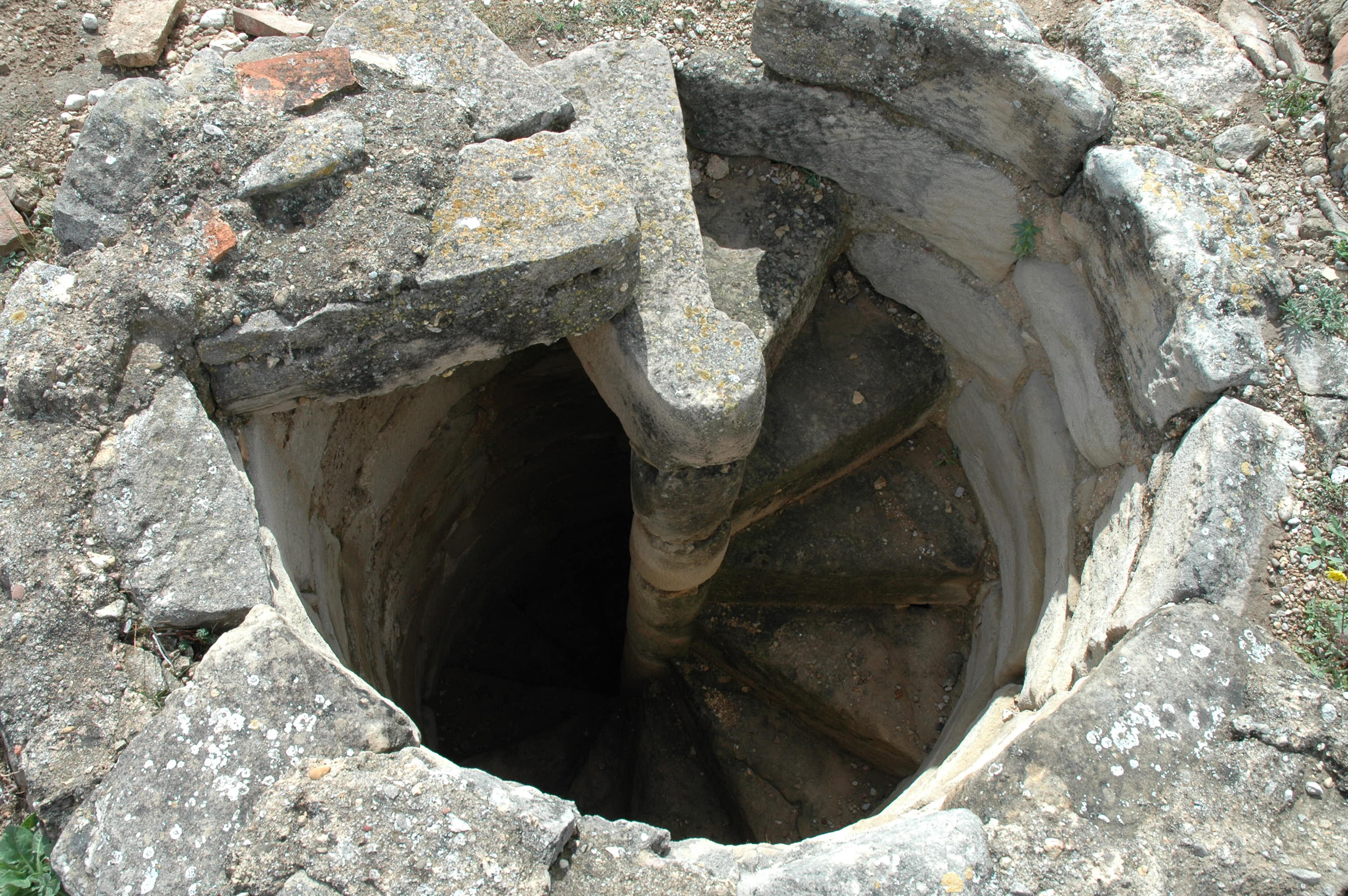
Campredó (Baix Ebre). Escala de caragol de la Casa de Prat, abans d'ésser restaurada.

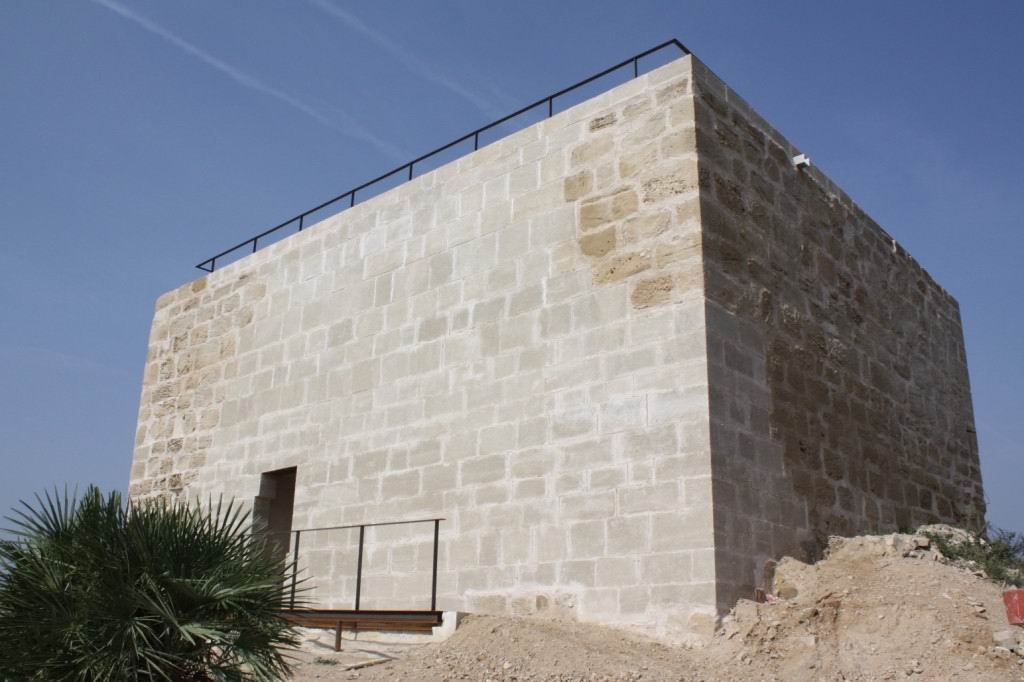
Campredó (Baix Ebre). La casa de Prat, presumible seu de la sotscomanda templera de Prat, després de la restauració.

Fent cas omís d'aquesta tradició, és evident que es tracta de les restes d'un edifici important del segle xiii, presumiblement una torre-habitació de dues o tres plantes. La documentació vista a la comanda de Tortosa, l'arquitectura de l'edifici i l'existència de vestigis d'un recinte murallat amb bestorres que l'envoltaven, permeten identificar-la amb la seu de la sotscomanda de Prat.
Avui només es conserven els baixos restaurats fa poc. És una edificació de planta quadrangular de 5,8 m per 8,20 m de base per uns 5 m d'altura a l'interior, coberta amb volta de canó apuntada, obrada amb maçoneria encofrada amb lloses col·locades a plec de llibre. Els murs tenen un gruix considerable de 1,90 m amb nucli de maçoneria revestit per ambdues cares de carreuada molt bona. No sembla que la planta baixa hagués tingut cap porta forana; potser tenia una espitllera al costat de ponent, on en temps no gaire llunyans construïren una llar de foc amb xemeneia. La comunicació amb el pis superior es feia per una trapa oberta al mig de la volta i per una escala de caragol que penetra el mur de tramuntana, vora l'angle de ponent. Aquest caragol és una construcció pètria impecable, testimoni de la categoria originària de l'edifici.
Aquest edifici, en temps ja força reculats, fou víctima d'un gravíssim espoli, presumiblement per aprofitar-ne la pedra. El motiu de salvar la planta baixa de l'enderroc no pot ser altre que la necessitat de conservar-la com a cobert agrícola, de fet, aquesta ha estat durant molts anys la seva utilització. Es probable que l'espoli hagués començat ja en el segle xviii, car en un capbreu d'aquest segle s'assenyala que en aquella heretat de Font de Quinto hi havia "vestigis d'una casa".

## Comanadors de Miravet, Tortosa i la Ribera
- Aimeric de Torrelles		gen. 1156 - gen. 1162
- Guillem Berard		gen. 1165 - feb. 1174
- Bernat d'Albespí		jun. 1174 - mar. 1178
- Dalmau de Godet		des. 1178 - ago. 1181
- Ramon de Cubelles		des. 1181 - gen. 1183
- Bezó				mai. 1183 - ago. 1185
- Bertran de Conques		Jul. 1186 - abr. 1189
- Llop				gen. 1190
- Bartomeu			mai. - jul. 1190
- Bernat d'Espanya		abr. 1191
- Bezó				gen. 1192 - nov. 1193
- Guillem de Sant Pau 	abr.- jun. 1194
- Gerald de Caercí		oct.- nov. 1194
- Pere de Colonges		abr. 1196 - abr. 1200
- Guillem de Torre		mar. 1201 - jun. 1202
- Bernat de Cegunyoles	ago. 1204 - ago. 1207
- Pere de Castellnou		des. 1207 - mar. 1210

## Comanadors de Tortosa
- Ennec Sanxes		abr. 1160 - jun. 1161
- Sanxo de Vergoa		nov. 1165
- Pere Ausor			jun. 1174 - jul. 1177; ago. 1180 - ago. 1186
- Gerald de Caercí		abr. 1187
- Llop de Ciurana		des. 1188
- Gerald de Caercí		gen. 1190 - abr. 1191
- Ramon Bernard		nov. 1193 – gen. 1195
- Bernat de Gaver		mai. 1197
- Pere de Calasanz		ago. 1197 – abr. 1198
- Guillem de Torre		jun. 1198 – abr. 1200
- Berenguer de Montblanc 	mar. 1201 – gen. 1202
- Bernat de Campanes	oct. 1205
- Armand			ago. 1207 – oct. 1208
- Dalmau de Cervera		ago. 1211
- Pere Adalbert 		gen. 1216
- Ramon d'Avinyó 		jun. 1216 – feb. 1219
- Rostany de Coms 		abr. 1219 – jun. 1225
- Guillem de Sant Pastor	mai. – des. 1226
- Ponç de Cervera 		jun.1270 – abr. 1228
- Dalmau de Fenollar		mai. - set. 1228
- Arnau de Curçavell		set. 1230 – mai. 1233
- Ramon de Lunel		abr. 1234
- Pere de Molina		nov. 1234
- Ramon de Serra		nov. 1235 – mai. 1236
- Guillem d'Aguiló		ago. 1237
- Bernat de Lunel		mar. 1238 – feb. 1239
- Rostany de Coms		ago. 1239 – abr. 1240
- Ponç de Oltrera		des. 1240 – mar. 1242 (amb Miravet)
- Gascó			abr. 1242
- Pere de Montpalau		ago. 1243
- Bernat d'Altarriba		gen. – nov. 1244
- Ramon de Serra		nov. – des. 1245
- Ponç de Oltrera		abr. – jun. 1246
- Pere de Montpalau		abr. 1248 – oct. 1249
- Guillem de Montgrí		ago. 1250 – mar. 1258
- Ramon de Vilalba		ago. - set. 1258 (amb Miravet)
- Bernat d'Altarriba		mai. 1259 – abr. 1260
- Dalmau de Fenollar		mai. 1260 – des. 1264
- Bernat d'Altarriba		mai. 1265
- Dalmau de Seró		ago. 1268 – mar. 1272
- Gallard de Josa		nov. 1272 – nov. 1274
- Dalmau de Seró		mai. – des. 1275
- Guillem de Benages 	set. 1276 – gen. 1277
- Guillem d'Abellars		des. 1280 set. 1281
- Bernat de Montoliu		nov. 1285
- Ramon Oliver		abr. 1286 – ago. 1287
- Bernat de Rocamora	mai. - set. 1289
- Ramon Oliver		mai. 1290 – mai. 1292
- Ramon de Bell-lloc		mai. 1292 – abr. 1295
- Berenguer Guamir		oct. 1295 – jun. 1298
- Gil Perez			1307